# Benetton B194
Benetton B194 – bolid Formuły 1, zaprojektowany przez Rory Byrne'a i uczestniczący w niej w sezonie 1994. Samochód ten był oparty na poprzednich modelach: B192/B193/B193B. Napędzały go silniki Forda, w rzeczywistości produkowane przez firmę Cosworth.

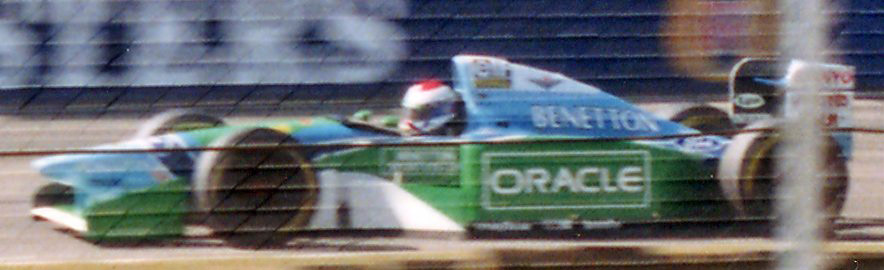
Benetton B194 Josa Verstappena

Samochód był podejrzewany o nieregulaminowy (podejrzewano stosowanie kontroli trakcji oraz systemu „launch control”), został także zdyskwalifikowany za zbyt cienką deskę umieszczoną pod podwoziem podczas Grand Prix Belgii.
Samochód zdobył nagrodę "Samochód Wyścigowy Roku" przyznawaną przez tygodnik Autosport.

## Wyniki
| Legenda oznaczeń w tabelach wyników Wyświetl szablon na nowej stronie | Legenda oznaczeń w tabelach wyników Wyświetl szablon na nowej stronie                                                                     |
| Oznaczenie                                                            | Wyjaśnienie |
| --------------------------------------------------------------------- | --- |
| Złoty                                                                 | Zwycięzca lub mistrzostwo |
| Srebrny                                                               | 2. miejsce lub wicemistrzostwo |
| Brązowy                                                               | 3. miejsce lub II wicemistrzostwo |
| Zielony                                                               | Ukończył, punktował (w klasyfikacji generalnej, gdy zdobył co najmniej jeden punkt na przestrzeni sezonu, poza trzema powyższymi opcjami) |
| Niebieski                                                             | Ukończył, nie punktował (w klasyfikacji generalnej, gdy nie zdobył co najmniej jednego punktu na przestrzeni sezonu)                      |
| Czerwony                                                              | Nie zakwalifikował się (NZ) |
| Czerwony                                                              | Nie prekwalifikował się (NPK) |
| Różowy                                                                | Nie ukończył (NU) |
| Różowy                                                                | Niesklasyfikowany (NS) (w klasyfikacji generalnej, gdy nie został sklasyfikowany w żadnym wyścigu sezonu)                                 |
| Czarny                                                                | Zdyskwalifikowany (DK) |
| Czarny                                                                | Wykluczony (WYK/EX) |
| Biały                                                                 | Nie wystartował (NW) |
| Biały                                                                 | Kontuzjowany (K/INJ) |
| Biały                                                                 | Wyścig odwołany (OD/C) |
| Bez koloru                                                            | Został wycofany (WYC/WD) |
| Bez koloru                                                            | Nie przybył (NP/DNA) |
| Bez koloru                                                            | Nie brał udziału w treningach (NT/DNP) |
| Bez koloru                                                            | Nie został zgłoszony (–) |
| Pogrubienie                                                           | Start z pole position |
| Kursywa                                                               | Najszybsze okrążenie wyścigu |
| †                                                                     | Nie ukończył, ale jego rezultat został zaliczony ze względu na przejechanie więcej niż 90% dystansu wyścigu.                              |
| *                                                                     | Sezon w trakcie |
| 1/2/3                                                                 | Punktowana pozycja w sprincie kwalifikacyjnym                                                                                             |
| Lista systemów punktacji Formuły 1                                    | |

| Sezon | Zespół   | Silnik | Opony | Kierowcy           | 1   | 2   | 3   | 4   | 5   | 6   | 7   | 8   | 9   | 10  | 11  | 12  | 13  | 14  | 15  | 16  | Pkt. | Msc. |
| ----- | -------- | ------ | ----- | ------------------ | --- | --- | --- | --- | --- | --- | --- | --- | --- | --- | --- | --- | --- | --- | --- | --- | ---- | ---- |
| 1994  | Benetton | Ford   | G     |                    | BRA | PAC | SMR | MCO | ESP | CND | FRA | GBR | DEU | HUN | BEL | ITA | POR | EUR | JPN | AUS | 103  | 2    |
| 1994  | Benetton | Ford   | G     | Michael Schumacher | 1   | 1   | 1   | 1   | 2   | 1   | 1   | DK  | NU  | 1   | DK  |     |     | 1   | 2   | NU  | 103  | 2    |
| 1994  | Benetton | Ford   | G     | Jos Verstappen     | NU  | NU  |     |     |     |     | NU  | 8   | NU  | 3   | 3   | NU  | 5   | NU  |     |     | 103  | 2    |
| 1994  | Benetton | Ford   | G     | JJ Lehto           |     |     | NU  | 7   | NU  | 6   |     |     |     |     |     | 9   | NU  |     |     |     | 103  | 2    |
| 1994  | Benetton | Ford   | G     | Johnny Herbert     |     |     |     |     |     |     |     |     |     |     |     |     |     |     | NU  | NU  | 103  | 2    |